# 旭町 (大分市)
旭町（あさひまち）は、大分県大分市の地名。丁目の設定がない単独町名である。住居表示実施済区域。

## 地理
大分市の中心部に位置し、東に南太平寺、南に三ケ田町、西に永興一丁目、北西にはなの森、北に大字永興と接している。

## 歴史

### 沿革
- 2020年（令和2年）1月11日 - 住居表示を実施に伴い、大字永興の一部（通称は旭町）から、旭町を新設[5]。

## 世帯数と人口
2022年（令和4年）3月31日現在（大分市発表）の世帯数と人口は以下の通りである。
| 町丁 | 世帯数  | 人口  |
| ---- | ------- | ----- |
| 旭町 | 182世帯 | 337人 |

### 人口の変遷
国勢調査による人口の推移。
| 2020年（令和2年） | 327人 | [ 6 ] |  |

### 世帯数の変遷
国勢調査による世帯数の推移。
| 2020年（令和2年） | 166世帯 | [ 6 ] |  |

## 学区
市立小・中学校に通う場合、学区は以下の通りとなる（2022年4月時点）。
| 番・番地等 | 小学校               | 中学校               |
| ---------- | -------------------- | -------------------- |
| 全域       | 大分市立南大分小学校 | 大分市立南大分中学校 |

## 施設
- 宿善神社

## その他

### 日本郵便
- 郵便番号 : 870-0884[2]（集配局 : 大分中央郵便局[8]）。